# Евтушенко, Гавриил Алексеевич
Гавриил Алексеевич Евтушенко (7 апреля 1904, Черниговская область — 23 апреля 1971, Фрунзе) — советский учёный в области физиологии растений. Член-корреспондент АН Киргизской ССР (1954).

## Биография
Окончил Киевский сельскохозяйственный институт (1929).
В 1954 году с организацией АН Киргизской ССР избран в члены-корреспонденты (первый состав). Работал в Институте биологии и физиологии АН Киргизской ССР.